# Józef Stanek
Józef Stanek (Łapsze Niżne, 4 de diciembre de 1916-Auschwitz, 23 de septiembre de 1944), fue un sacerdote católico polaco, de los padres palotinos, que murió en el Campo de concentración de Auschwitz. Fue beatificado, junto a otros 107 mártires polacos de la II Guerra Mundial, por el papa Juan Pablo II en 1999.

## Biografía
Józef Stanek nació el 4 de diciembre de 1916 en Łapsze Niżne (Polonia). Quedó huérfano con solo seis años de vida. Estudió en el colegio de los palotinos de Wadowice hasta 1935, cuando decidió entrar en el noviciado de la Sociedad del Apostolado Católico de Suchary. El 15 de agosto de 1937 hizo su primera consagración en la sociedad, y el septiembre del mismo año inició sus estudios filosóficos y teológicos. Fue ordenado sacerdote el 7 de abril de 1941. En ese momento Polonia se encontraba bajo la ocupación del régimen nazi.
Durante la ocupación nazi de Polonia, la pastoral desarrollada por muchos sacerdotes debía ser prácticamente clandestina. En este clima, Józef se dedicó a la pastoral y estudió clandestinamente los cursos universitarios de sociología en la Universidad de Varsovia. Estando en esa ciudad, estalló la insurrección que pretendía liberar la ciudad de los nazi (1 de agosto de 1944), allí trabajó como capellán de los rebeldes. Además se dedicó a asistir a la población más necesitada de los barrios Sródmieście y Czerniaków.
En el momento en que la ciudad fue asediada, a Stanek le propusieron huir en una barca junto a otros en el río Wisła. El cedió su puesto a un herido y se quedó con el resto de los asediados para su asistencia espiritual. Sabiendo que la insurrección ya no tenía sentido, hizo lo posible para salvar el máximo número de personas, tratando incluso con los invasores. Fue arrestado por los nazi, cuando se dirigió al comando para tratar la capitulación de los combatientes. Al día siguiente, el 23 de septiembre de 1944, fue colgado delante de los condenados a muerte. En ese momento contaba con 28 años de edad.

## Culto
Józef Stanek es considerado mártir de la fe por la Iglesia católica, y de la patria, por los polacos. En 1945, sus restos fueron exhumados y enterrados en el cementerio militar de Varsovia.
Fue beatificado por el papa Juan Pablo II, junto a otros 107 mártires católicos de Polonia, el 13 de junio de 1999, durante su visita a Varsovia. El martirologio romano celebra su memoria el 23 de septiembre, mientras que su fiesta, los miembros de la Sociedad del Apostolado Católico y algunas partes en Polonia, la celebran el 12 de junio.